# Trio avec piano en fa dièse mineur

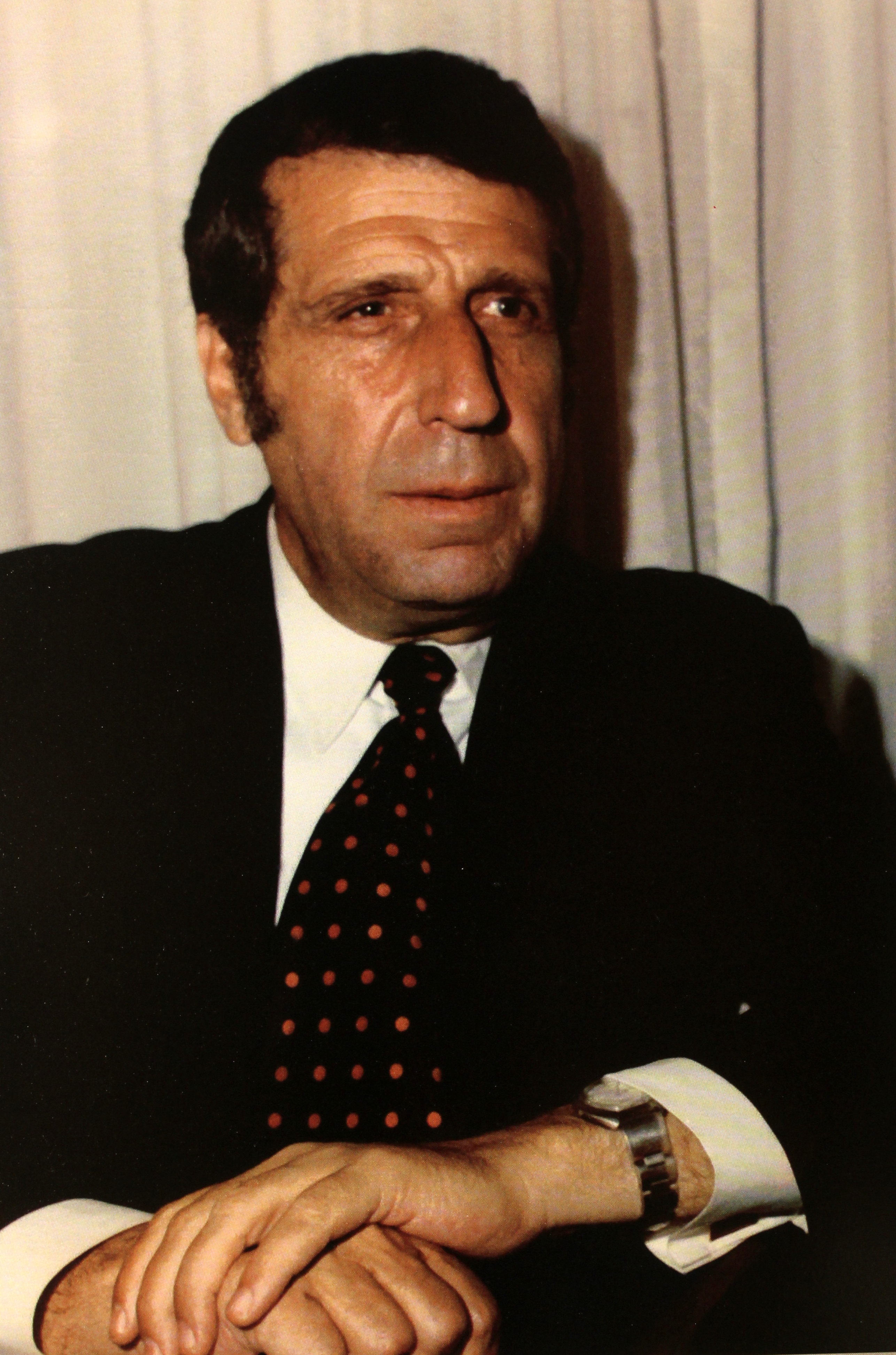
Arno Babadjanian.

Le Trio avec piano en fa dièse mineur est une œuvre écrite par Arno Babadjanian en 1952. Interprétée pour la première fois en 1953 par David Oistrakh au violon, Sergey Knushevitsky au violoncelle et le compositeur au piano, elle est encore aujourd'hui l'une de ses œuvres les plus célèbres et les plus jouées.

## Structure de l’œuvre
Composé de trois mouvements, ce trio mélange la tradition du romantisme russe, hérité de Tchaïkovski et Rachmaninov, avec des harmonies, des rythmes et des modes caractéristiques de la musique folklorique arménienne.
1. Allegro espressivo
2. Andante
3. Allegro vivace

## Description
Le premier mouvement, Allegro espressivo, commence de façon dramatique et mystérieuse avec les cordes jouant le thème principal à l'unisson, à la manière d'un récitatif. À l'instar d'un leitmotiv, ce thème va réapparaître dans les deux mouvements suivants.
Le deuxième mouvement, Andante, commence très doucement avec un thème au violon dans l'aigu. Rejoint par le violoncelle, les deux instruments vont ensuite s'entremêler dans une lumière et un lyrisme exaltants.
Le finale, Allegro vivace, évoque l'énergie rythmique de la danse folklorique, dans une mesure à 5/8. Lumineux et festif, parfois turbulent et pathétique, le premier thème se substitue à un second thème beaucoup plus tendre et lyrique. Le trio se termine par la réapparition du thème d'ouverture qui va mener à une coda très agitée.

## Discographie
- Trio avec piano en fa dièse mineur (avec le Trio avec piano de Tchaïkovski) ; Vadim Gluzman (violon), Johannes Moser (violoncelle), Eugeny Sudbin (piano), SACD Bis, 2020 - Diapason d'or